# La Rochénard
La Rochénard är en kommun i departementet Deux-Sèvres i regionen Nouvelle-Aquitaine i västra Frankrike. Kommunen ligger i kantonen Mauzé-sur-le-Mignon som tillhör arrondissementet Niort. År 2022 hade La Rochénard 526 invånare.

## Befolkningsutveckling
Antalet invånare i kommunen La Rochénard
| Referens: INSEE |